# Screwballová komedie

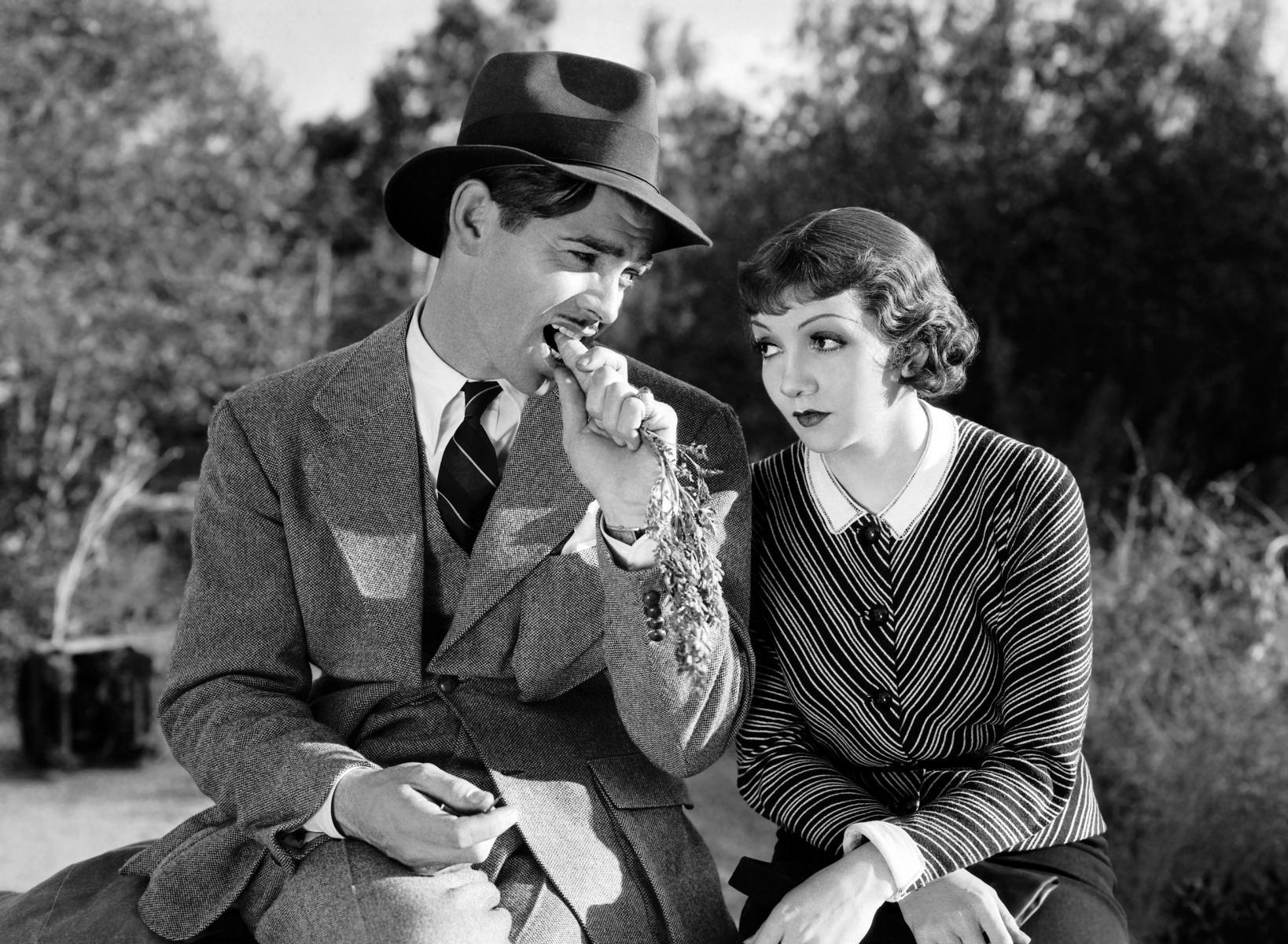
Clark Gable a Claudette Colbertová ve slavné scéně filmu Stalo se jedné noci (1934)

Screwballová komedie je filmový subžánr romantické komedie, který je charakteristický ženskou protagonistkou, jež je dominantní ve vztahu s mužským protagonistou, jehož maskulinita prochází zkouškou. Hlavní hrdinové tedy svádí souboj pohlaví, proto tento žánr někdy bývá označován jako sexuální komedie bez sexu.[zdroj?] Od klasických romantických komedii se screwballové komedie nejvíce odlišuje důrazem na komičnost související s láskou než na lásku samotnou.
Pro tento subžánr je dále typická zamotaná zápletka disponující mnoha dějovými zvraty, rychlé a úderné dialogové přestřelky, fraškovité situace a děj točící se okolo námluv či svatby.

## Název a historie
Název vychází z baseballu, kde výraz screwball označuje náročnou techniku nadhazovače, kdy míč po své trajektorii k pálkaři nezvykle klesne či stoupne. To by mělo symbolizovat vztah mezi protagonisty v screwballové komedii.
Screwballové komedie se staly velmi populárními během Velké hospodářské krize (tedy začátkem 30. let 20. století), kdy se filmová studia chtěla vzbouřit proti sílící cenzuře způsobené Haysovým kodexem. Verbální sarkastické dialogy mezi hlavními aktéry tak fungovaly jako náhrada fyzického sexuálního napětí. Jako jeden z prvních příspěvků a zároveň milník subžánru je považován slavný film Stalo se jedné noci (1934).
Svou mimořádnou popularitu si udržely až do první poloviny 50. let, v menší míře se ovšem natáčely i v následujících dekádách.

## Příklady z klasického období
- Stalo se jedné noci (1934)
- Úžasná událost (1936)
- Vždyť jsme jen jednou na světě (1938)

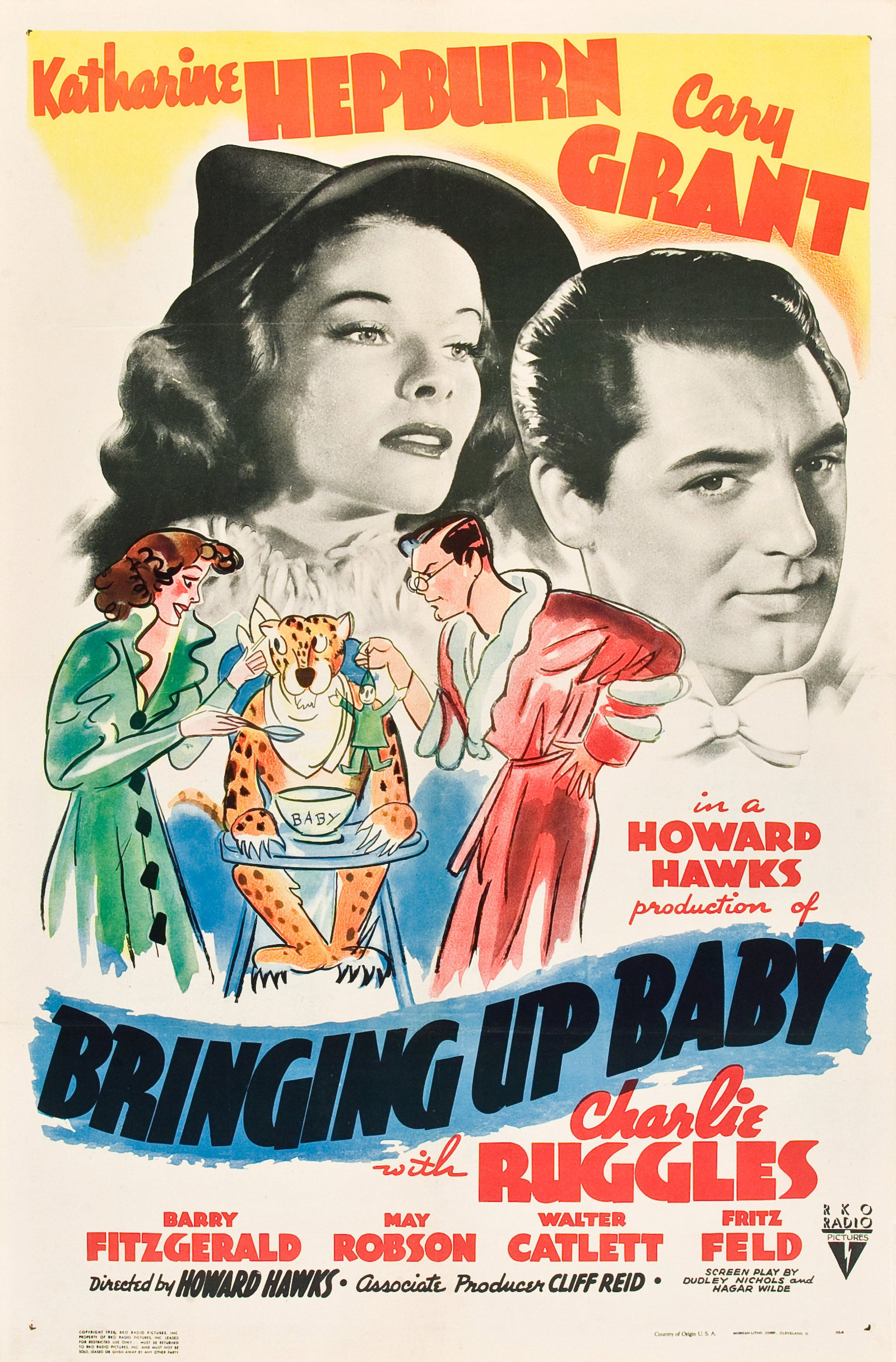
Leopardí žena (1938) je typickým příkladem screwballové komedie

- Holiday (1938)
- Leopardí žena (1938)
- Ninočka (1939)
- Jeho dívka Pátek (1940)[4]
- Příběh z Filadelfie (1940)
- Pan Smith s manželkou (1941)
- Být či nebýt (1942)
- Jezinky a bezinky (1944)
- Adamovo žebro (1949)

### Tvůrci a účinkující

##### Režiséři
Mezi nejslavnější tvůrce klasických screwballových komedií patří například Frank Capra, George Cukor, Howard Hawks, Ernst Lubitsch či později Billy Wilder.

#### Herci
Svého času ve screwballových komediích účinkovaly největší hvězdy soudobého Hollywoodu včetně Caryho Granta, Clarka Gabla, Jamese Stewarta, Katharine Hepburnové, Claudette Colbertové, Melvyna Douglase, Carole Lombardové, Garyho Coopera, Barbary Stanwyckové, Raye Millanda, Freda Astaira, Jean Arthurové, Ralpha Bellamyho a později také Marilyn Monroe.

## Pozdější příklady
- Omlazovací prostředek (1952)
- Jak si vzít milionáře (1953)
- Někdo to rád horké (1958)
- Raz, dva, tři (1961)
- Šaráda (1963)
- Co dál, doktore? (1972)[6]
- Nebe počká (1978)
- Přes palubu (1987)
- Potíže s Arizonou (1987)
- Oscar (1991)
- Záskok (1994)
- Nevěsta na útěku (1999)
- Malý Nicky – Satan junior (2001)
- Milionový závod (2001)
- Nesnesitelná krutost (2003)
- Zprávař: Příběh Rona Burgundyho (2004)
- Velký den slečny Pettigrewové (2008)
- Je prostě báječná (2014)
- Ave, Caeser! (2016)

Poslední dobou mnoho romantických komedií vykazuje znaky screwballové komedie (Láska přes internet, Jak ztratit kluka v 10 dnech, Kašlu na lásku, Láska s výstrahou), ovšem často tak nejsou klasifikovány. Z moderních tvůrců tento žánr nejvíce oživili bratři Coenové, kteří charakteristické elementy screwballové komedie často kombinují s černým humorem.